# David Ben-Gurion

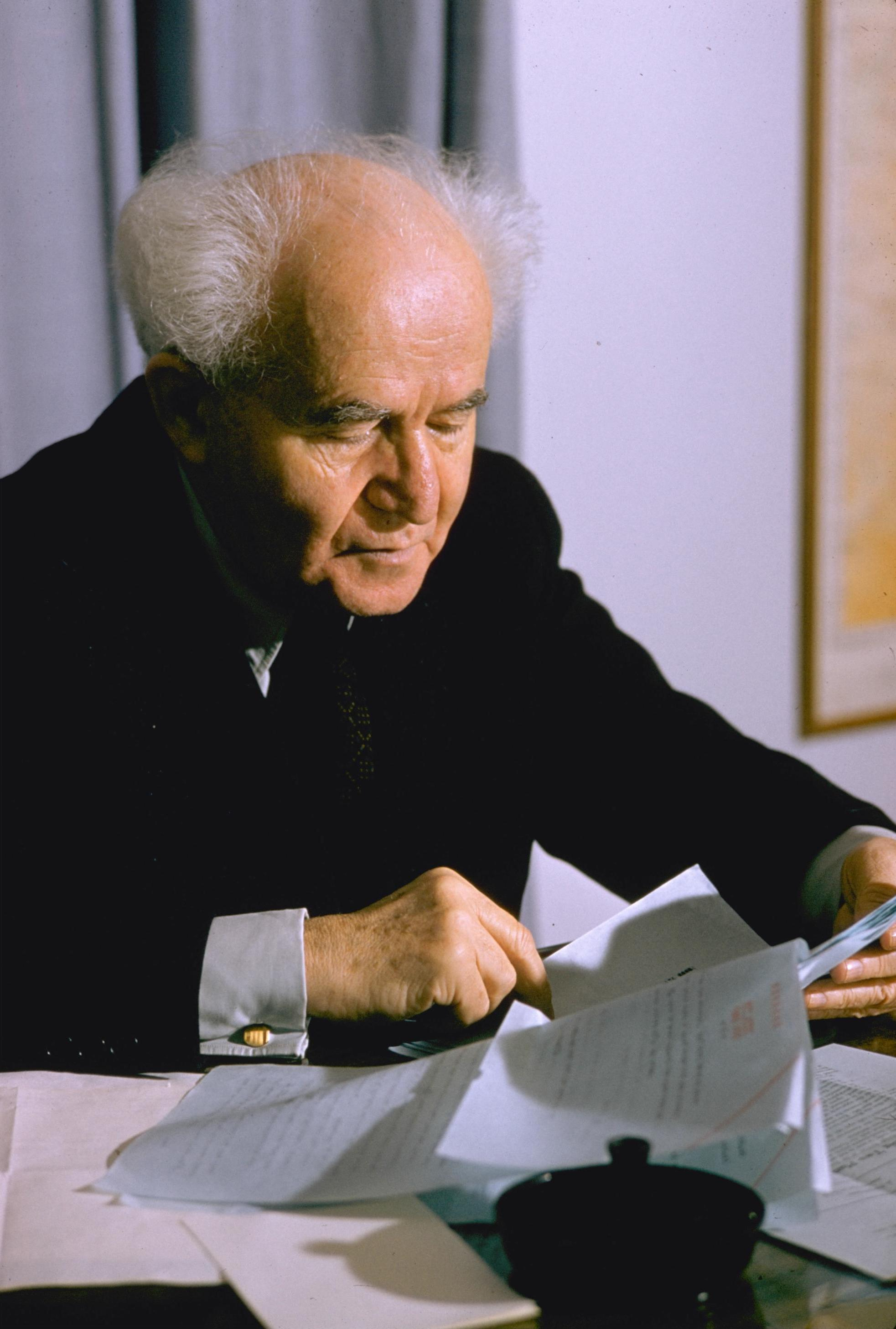
David Ben-Gurion (1959)

David Ben-Gurion (hebräisch דָּוִד בֶּן־גּוּרְיוֹן [daˈvid ben gurˈjo:n] ⓘ; geboren als David Josef Grün am 16. Oktober 1886 in Płońsk, Kongresspolen, Russisches Kaiserreich; gestorben am 1. Dezember 1973 in Ramat Gan, Israel) rief mit der Verkündung der israelischen Unabhängigkeitserklärung am 14. Mai 1948 den Staat Israel aus. Er war dessen erster Ministerpräsident.
Ben-Gurion war 1930, im zu der Zeit noch britischen Mandatsgebiet Palästina, einer der Gründer der zionistisch-sozialistischen Arbeiterpartei Israels (Mapai) und führte sie bis 1963 als Parteivorsitzender an. Nach parteiinternen Konflikten – unter anderem vor dem Hintergrund der Lawon-Affäre – verließ er die Mapai und gründete 1965 die linke Arbeiterliste Rafi. Beide Parteien vereinigten sich 1968 wieder und gingen zusammen mit der Achdut haAwoda in der bis in die Gegenwart bestehenden sozialdemokratischen Awoda auf.
Von 1948 bis 1953 und von 1955 bis 1963 war Ben-Gurion Premierminister und Verteidigungsminister Israels.

## Leben

### Frühe Jahre
David Ben-Gurion wurde 1886 als David Josef Grün in der Kleinstadt Płońsk im damaligen Kongresspolen (Russisches Kaiserreich) in eine jüdische Familie hineingeboren. Er war ein Sohn des Rechtsanwalts Avigdor Grün, der eine zionistische Organisation führte; seine Mutter Scheindel Grün starb, als David elf Jahre alt war. Noch als Jugendlicher wandte sich Ben-Gurion dem Zionismus und dem Sozialismus zu. Er wanderte 1906 im Zuge der zweiten Alija nach Palästina ein und landete am 7. September in Jaffa. Hier beteiligte er sich am Aufbau der jüdischen Untergrundorganisation HaSchomer. Er arbeitete zunächst in einem Betrieb, der Orangen anbaute, dann als Journalist. Er nahm den Namen „Ben-Gurion“ an, als er Politiker wurde. Bald war er Führer der jüdischen Arbeiterbewegung.

### Erster Weltkrieg und politische Aktivitäten

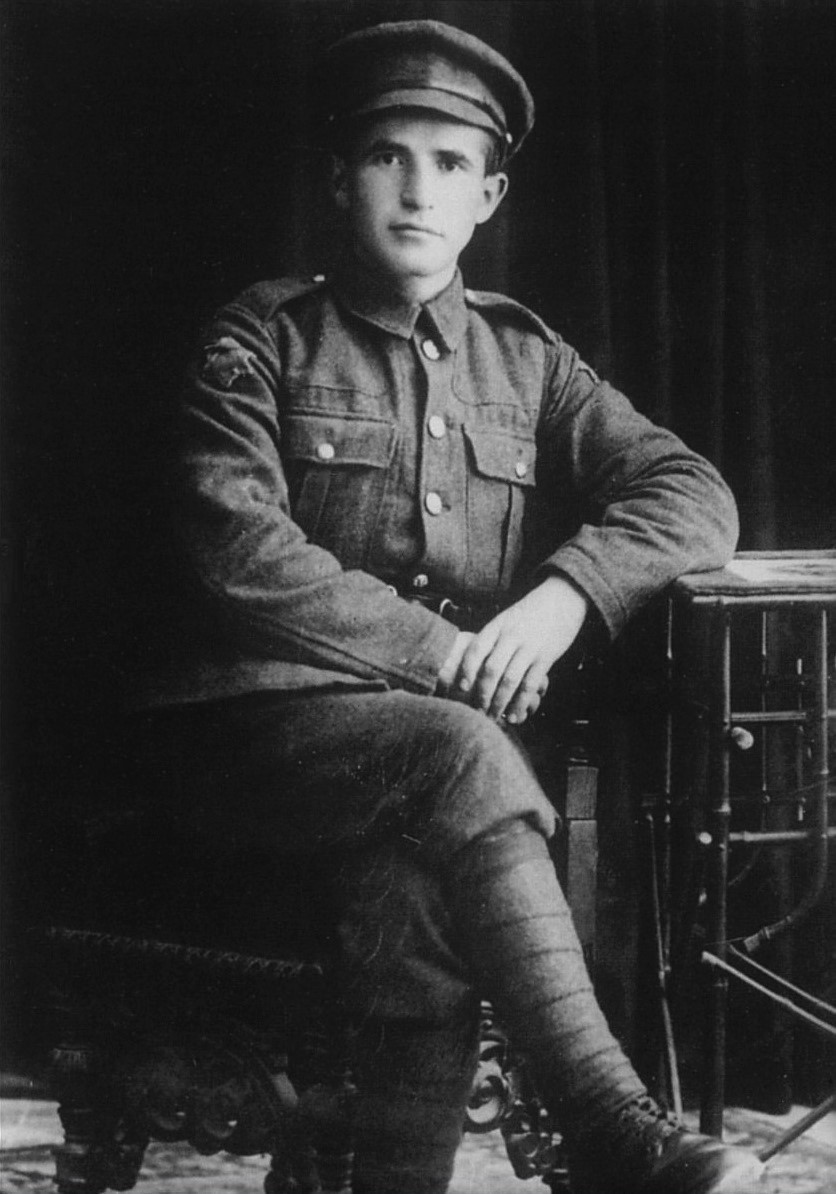
David Ben-Gurion als Freiwilliger in der Jüdischen Legion (1918)

Ben-Gurion trat im Ersten Weltkrieg für die Aufstellung eines jüdischen Bataillons in der osmanischen Armee und für die Annahme der osmanischen Staatsbürgerschaft durch die jüdischen Siedler ein, da er einen Sieg der Türken erwartete und sich von dieser Haltung Vorteile für die Realisierung einer jüdischen Autonomie in der Zeit nach dem Krieg erhoffte. Wegen seiner politischen Tätigkeit wurde er 1915 dennoch von den Osmanen ausgewiesen und ging in die Vereinigten Staaten. 1918 trat Ben-Gurion in die Jüdische Legion der britischen Armee ein.
Nach dem Ende des Ersten Weltkrieges kehrten Ben-Gurion und seine Familie noch 1918 nach Palästina zurück, das ab 1923 (bis 1948) unter britischem Mandat stand. Dort wurde er erster Sekretär und Vorsitzender der 1920 gegründeten Gewerkschaft Histadrut. Zudem war Ben-Gurion die wichtigste Führungsfigur der linkszionistischen Partei Achdut haAwoda („Einheit der Arbeiter“), die 1919 aus dem gemäßigten Flügel von Poale Zion hervorgegangen war. Auch am Aufbau der Hagana, des militärischen Arms des Zionismus in Palästina, war er beteiligt.
Nachdem sich seine Partei Achdut haAwoda bis Ende der 1920er-Jahre weitgehend von ihren marxistischen Wurzeln gelöst hatte, fusionierte sie 1930 mit HaPoel HaZair zur Mapai, Partei der Arbeiter von Eretz Israel. Von der Gründung bis 1963 war Ben-Gurion Vorsitzender dieser Partei, die in jener Zeit stets die führende Kraft der zionistischen Bewegung war. Er wurde 1935 zum Vorsitzenden der Jewish Agency gewählt. Ben-Gurion vertrat das jüdische Establishment in Palästina und war als moderater Politiker bekannt. Die Briten arbeiteten teilweise mit ihm als Vertreter der Hagana zusammen, um Mitglieder von radikaleren militanten Gruppen verhaften zu können. Auch war er von 1929 bis 1936 mehrmals im Kontakt mit den arabischen Politikern Musa Alami, George Antonius und Awni Abd al-Hadi, mit denen er in informellen Gesprächen die Möglichkeit einer arabisch-jüdischen Konföderation auslotete. Ben-Gurions Vorschlag bestand darin, die jüdische Zustimmung zum Beitritt Palästinas zu einer panarabischen Föderation im Gegenzug zu unlimitierter Einwanderung nach Palästina und Transjordanien zu geben. In Palästina sollte dadurch eine jüdische Bevölkerungsmehrheit entstehen.
Er war an gewaltsamen zionistischen Aktionen beteiligt, als seine Organisation kurzzeitig mit Menachem Begins Irgun kooperierte. David Ben-Gurion schrieb im Juni 1938 an die Exekutive der Jewish Agency: „Ich bin für Zwangsumsiedlung [der Palästinenser]; darin sehe ich nichts Unmoralisches.“ An der Vorbereitung des Bombenanschlags gegen die britische Mandatsverwaltung im King David Hotel 1946 wirkte er zwar mit, widersprach dann aber erfolglos der Ausführung des Planes.

### Verhältnis zu den Displaced Persons und der Shoa
Im Oktober 1945 besuchte Ben-Gurion erstmals einige DP-Lager in Deutschland. Nach Hans-Peter Föhrding geschah dies auf Einladung von US-General Dwight D. Eisenhower, den er am 19. Oktober 1945 in Frankfurt am Main traf. Während Jim G. Tobias in dem Zusammenhang nur Besuche erwähnt, die in den „großen Auffanglager[n], wie […] etwa in Frankfurt, Feldafing oder Landsberg nachweisbar sind“, heißt es auf einer Webseite von Yad Vashem in einem Bericht über Ben-Gurions Besuch im DP-Camp Belsen:

“The visit of David Ben-Gurion, chairman of the Jewish Agency for Eretz Israel, in the DP camp in Bergen-Belsen was part of his visit to the concentration and DP camps in the vicinity of Frankfurt, Stuttgart, Munich, Heidelberg and Hanover, including Dachau and Bergen-Belsen.”

„Der Besuch von David Ben-Gurion, dem Vorsitzenden der Jewish Agency for Eretz Israel, im DP-Lager in Bergen-Belsen war Teil seines Besuchs der Konzentrations- und DP-Lager in der Umgebung von Frankfurt, Stuttgart, München, Heidelberg und Hannover, einschließlich Dachau und Bergen-Belsen.“

Wie Tobias schon feststellte, lassen sich nicht für alle diese Orte Besuche von Ben-Gurion nachweisen, und seine Besuche fanden auch nicht alle im Oktober 1945 statt. Genau ein Jahr später, im Oktober 1946 war er erneut in den DP-Lagern in Deutschland unterwegs. Als gesichert können folgende Besuche gelten:
- Besuche im Oktober 1945
  - DP-Lager Frankfurt-Zeilsheim[7][9]
  - DP-Lager Feldafing[9]
  - DP-Lager Landsberg[7][9][10]
  - Lager und Hospital in Sankt Ottilien[11]
  - DP-Camp Belsen
Neben diesen Besuchen in den DP-Lagern erwähnt Shabtai Teveth für diese Zeit auch Begegnungen Ben-Gurions mit DPs „in the cities of Frankfurt, Munich, Stuttgart, and Hannover“.[12] Ein weiterer Besuch Ben-Gurions im Nachkriegsdeutschland fand im Januar 1946 statt. Er war am 27. Januar 1946 Ehrengast im Münchner Rathaus bei der Eröffnung des „1. Kongress der befreiten Juden“, zu dem über 200 Delegierte aus den DP-Lagern angereist waren.[13] Ob Ben-Gurion auch bei diesem Aufenthalt noch weitere DP-Lager besuchte, ist nicht bekannt.
- Besuche im Oktober 1946. Nach Tom Segev stand diese zweite Reise im Zusammenhang mit einer zuvor von Amerikanern und Briten gebildeten gemeinsamen Kommission zur Lösung der Einwanderungsfrage von Juden nach Palästina. „Dies zeigte, dass die Briten sich nicht mehr alleinverasntwortlich für Palästinas Zukunft fühlten und die Vereinigten Staaten bereit waren, die Verantwortung mit ihnen zu teilen.“[14]:S. 387 Ben-Gurions Reise diente der Vorbereitung des Besuchs der Kommission und sollte die Lagerinsassen veranlassen, der Kommission gegenüber ihren Willen zur Übersiedlung nach Palästina deutlich zum Ausdruck zu bringen.[14]:S. 387
  - DP-Lager Babenhausen[15]
  - DP-Lager Eschwege[16]
  - DP-Lager Frankfurt-Zeilsheim.[17]

Die Literatur zu den drei Deutschland-Aufenthalten Ben-Gurions bezieht sich überwiegend auf dessen ersten Aufenthalt im Oktober 1945. Nach den von Tobias und Föhrding zitierten Zeitzeugenberichten „geriet die Rundreise Ende 1945 durch einige DP-Camps zu einer Triumphfahrt - ob in Zeilsheim, Feldafing oder Belsen. Überall bildeten sich bereits auf den Zufahrtsstraßen Menschentrauben. Die Lagerinsassin schwenkten Blumen, trugen Transparente, die Versammlungsräumen schmückten sie mit Girlanden. "Für die Menschen ist er wie ein Gott", urteilte der US-Kommandeur eines Lagers“. Für die Menschen in den Lagern verbanden sich mit der Person Ben-Gurions „alle Hoffnung auf eine Zukunft im eigenen Staat. Er war „ein lebendiger Gruß aus Eretz Israel“, wie die Landsberger Lager-Cajtung schrieb. „Brüder und Schwestern, der Jischuw ist stark und entschlossen dafür zu sorgen, dass die Alija – mit oder ohne Erlaubnis – vorangeht“, rief Ben Gurion den Massen zu. „Das Land wartet auf euch!“ Seine Worte gingen in euphorischem Applaus unter, die Begeisterung der Menschen war grenzenlos.“
Wohlwollend attestiert Tobias, dass die Begegnung mit den Menschen in den Lagern auch für Ben-Gurion „ein emotionales Ereignis“ gewesen sei. „Er wurde in seiner Überzeugung bestätigt, dass die DPs eine grundlegende Rolle im Kampf für den jüdischen Staat spielten. „Nirgends auf der Welt fand ich ein solches zionistisches Publikum“, erklärte er bei einer Sitzung des Mapai-Vorstandes im November 1945, „ich begriff, dass dieses einen gewaltigen Faktor bei unserem politischen Kampf ausmachen könnte“.“ Föhrding zitiert dagegen Tom Segev, der Ben-Gurions Besuch in den DP-Lagern leicht ironisch als die "Rundreise eines Feldherrn, der seine Truppen inspiziert" habe, bezeichnete. Segev hatte Ben-Gurion bereits kurz nach dem Sechstagekrieg in seiner Eigenschaft als Redakteur der israelischen Studentenzeitschrift Nitzotz interviewt und ihn dabei mit einer Einschätzung des Historikers Saul Friedländer konfrontiert.

„Mir scheint, Ben Gurion hat das Wesen des Holocausts niemals verstanden. [..] Er hat nach dem Krieg zwar die DP-Lager in Deutschland besucht, ist der Sache aber nicht auf den Grund gekommen. Er betrachtete die Insassen in erster Linie als Potential für die Gründung des Staates [Israel].“

Ben-Gurion äußerte sich zu diesem Vorwurf zunächst nicht, schob dann aber als Erwiderung nach: „Die Juden waren schon tot. Mit toten Juden kann man keinen Staat gründen.“ Segevs Einschätzung hierzu lautet: „Friedländer hatte also recht: Ben Gurion betrachtete den Holocaust nicht zuerst als ein Verbrechen an der Menschheit und auch nicht vornehmlich als ein Verbrechen am jüdischen Volk; in seinen Augen war er in erster Linie ein Verbrechen am Staat Israel.“ Nach Föhrding waren die Displaced Persons ein Mittel zum Zweck. Ben-Gurion habe möglichst viele von ihnen in der amerikanischen Besatzungszone versammeln wollen, um dadurch Druck auf die Amerikaner auszuüben, damit diese wiederum Druck auf Großbritannien ausübten, um die Einwanderung nach Palästina zu erleichtern und zu beschleunigen, denn für ihn sei es ein Albtraum gewesen, dass die überlebenden Juden nicht nach Eretz Israel würden gehen wollen. Das geschah vor dem Hintergrund von Ben Gurions Treffen mit der britischen Regierung, das seinem ersten Besuch in Deutschland unmittelbar vorausgegangen war. Er stieß dort auf ein striktes Nein zu dem von ihm geforderten selbst verwalteten Territorium in Palästina und versuchte nun, den Amerikanern Zugeständnisse abzuringen. Erfolgreich war er bei dem Bemühen, die heimliche Einreise jüdischer Flüchtlinge aus Osteuropa zu akzeptieren und ihnen den DP-Staus zuzuerkennen.:S. 174 f Nicht erfolgreich war er dagegen mit seinem Wunsch, für DPs in Bayern ein exterritoriales Gebiet einzurichten, in dem diese autonom die Bodenbearbeitung erlernen und daneben eine paramilitärische Ausbildung für den Kampf in Palästina erwerben könnten.:S. 174 Das ging den Amerikanern zwar zu weit, aber in einer abgespeckten Form wurde dieses Vorhaben doch noch realisiert. Im Hochlandlager bei Königsdorf (Oberbayern) wurden mit amerikanischer Duldung DPs einquartiert und für Siedlungsprojekte in Palästina vorbereitet. Zugleich konnte die Untergrundorganisation Hagana hier eine Ausbildungsstätte für Offiziere unterhalten, die auf die erwarteten Auseinandersetzungen mit den Palästinensern im Zuge der Gründung des Staates Israel vorbereitet werden sollten. Die Teilnehmer der Kurse dort waren junge DPs aus den umliegenden Lagern. Den DPs verlangte Ben-Gurion in bei all dem ab, ihr eigenes Schicksal dem Kampf für eine höhere Sache unterzuordnen.

„Ihr dürft euch nicht subjektiv betrachten, sondern vom Standpunkt der jüdischen Nation. Ihr müsst stark sein, und ich bin überzeugt, ihr werdet stark sein.“

So, wie Segev in Anlehnung an Friedländer urteilt, dass der Holocaust für Ben-Gurion nur eine untergeordnete Bedeutung im Hinblick auf individuelles menschliches Schicksal hatte, so ist auch der von Föhrding zitierte Historiker Yehuda Bauer der Meinung, dass die Shoah für die Gründungsgeschichte des Staates Israel – und damit implizit auch für das Denken und Handeln Ben-Gurions – keine Rolle gespielt hat; die DP-Lager und ihre Insassen waren Druckmittel, Faustpfand, zur Erreichung eines Zieles: der Gründung des unabhängigen jüdischen Staates Israel. Föhrding zitiert darüber hinaus die Historikerin Idith Zertal, nach der nur Wenige bereit gewesen seien, „den letzten überlebenden Opfern der beispiellosen Naziverbrechen aufrichtiges, hochherziges Mitgefühl entgegenzubringen“. Gleichwohl aber war Ende 1945 für die überwältigende Mehrheit in den DP-Lagern „allein Palästina das Ziel ihrer Heimatsuche“, weshalb Ben-Gurion nach seiner Rückkehr auch zufrieden feststellen konnte: Nirgends auf der Welt fand ich ein solches zionistisches Publikum wie in München und seiner Umgebung, und ich begriff, dass dies ein gewaltiger Faktor bei unserem politischen Kampf ausmachen könne. Für Ben-Gurion hieß das, dass er darauf vertrauen konnte, dass die DPs für ihn eine „Trumpfkarte im Widerstand gegen die britische Mandatsmacht“ waren.:S. 177
Ein weiterer gegen Ben-Gurion erhobener Vorwurf, für den Shabtai Teveth vor allem Tom Segev verantwortlich macht, laute, er und andere Jischuv-Führer hätten es während der NS-Zeit versäumt, so viele Juden wie möglich aus dem besetzten Europa zu retten, da sie sich weigerten, Geld und Mühe in Rettungsversuche zu stecken, und stattdessen ihre Aufmerksamkeit der Planung des zukünftigen Staates Israel widmeten.:S. XX Teveth stellt dem eigene Forschungen entgegen.

“Indeed, my own research unequivocally refutes these charges and demonstrates beyond question that Ben-Gurion's thinking was quite the opposite of what his critics allege: If he could have rescued all the Jews of Europe by sacrificing the state, he would have done it. He would have done it if only for the simple reason that these Jews were needed to overcome the immigration restrictions imposed by the British and to create a state at some future time. Further, without these Jews, who constituted the largest reservoir of immigration and also of Judaic heritage, that state would never be secure, either militarily or culturally.”

„Tatsache ist, dass es keine Beweise – abgesehen von einigen Quellen, deren Unzuverlässigkeit später in diesem Werk aufgedeckt wird – für die Anschuldigungen gegen Ben Gurion gibt (xx), und die durchgeführten Untersuchungen haben sie in der Tat widerlegt. Tatsächlich widerlegen meine eigenen Untersuchungen diese Anschuldigungen eindeutig und zeigen zweifelsfrei, dass Ben Gurions Denken genau das Gegenteil von dem war, was seine Kritiker behaupten: Wenn er alle Juden Europas hätte retten können, indem er den Staat opferte, hätte er es getan. Er hätte es getan, und sei es nur aus dem einfachen Grund, dass diese Juden gebraucht wurden, um die von den Briten auferlegten Einwanderungsbeschränkungen zu überwinden und irgendwann in der Zukunft einen Staat zu schaffen. Außerdem wäre dieser Staat ohne diese Juden, die das größte Reservoir an Einwanderern und auch an jüdischem Erbe darstellten, niemals sicher, weder militärisch noch kulturell.“

Der „einfache Grund“, den Teveth zur Verteidigung Ben-Gurions anführt, ist allerdings nicht geeignet, den Vorwurf der mangelnden Empathie gegenüber den Schicksalen der Holocaust-Überlebenden zu entkräften, denn er basiert ja seinerseits auf dem Nutzen der Juden für die Schaffung des zukünftigen Staates. Somit ist Teveths pro-Ben-Gurion-Intervention kaum mehr, als „eine weitere pro-Ben-Gurion-Stimme in der politisierten Debatte über die jüdischen Rettungsbemühungen während des Holocaust“.

### Israelische Unabhängigkeit

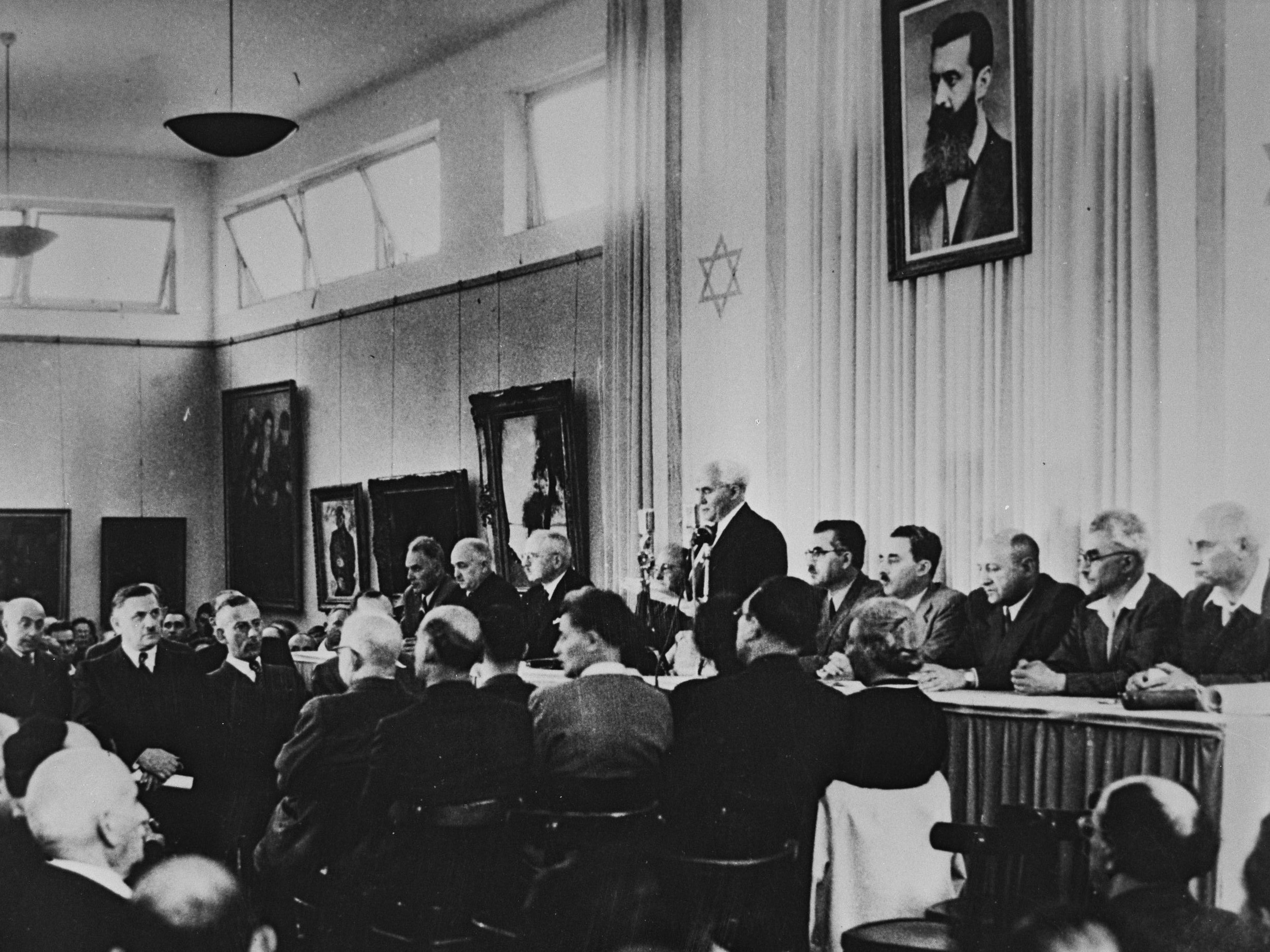
David Ben-Gurion bei der Ausrufung des Staates Israel (1948)

Am 14. Mai 1948 verlas Ben-Gurion die israelische Unabhängigkeitserklärung und führte die neue Nation im unmittelbar folgenden Unabhängigkeitskrieg. Parallel bemühte sich Ben-Gurion, die verschiedenen bewaffneten Gruppen der zionistischen Bewegung zur Israelischen Armee zusammenzufügen. In diese Phase fällt auch die Versenkung der Altalena auf sein Kommando, die Munition für den Irgun an Bord hatte. Dieser Befehl ist noch heute umstritten.
Andererseits formulierte er in der israelischen Unabhängigkeitserklärung ein deutliches Friedensangebot an die arabischen Nachbarn:

„Wir bieten allen unseren Nachbarstaaten und ihren Völkern die Hand zum Frieden und guter Nachbarschaft und rufen zur Zusammenarbeit und gegenseitigen Hilfe mit dem selbständigen jüdischen Volk in seiner Heimat auf. Der Staat Israel ist bereit, seinen Beitrag bei gemeinsamen Bemühungen um den Fortschritt des gesamten Nahen Ostens zu leisten.“

Am 25. Februar 1949 wurde David Ben-Gurion zum ersten Premierminister des Staats Israel ernannt. Dieses Amt sollte er zunächst bis 1954 und dann erneut von 1955 bis 1963 innehaben. In seine Amtszeit fielen zahlreiche Projekte zur Urbarmachung und Entwicklung des Landes sowie zur Ansiedlung von Juden aus der ganzen Welt, insbesondere aus den arabischen und islamischen Ländern.
1953 gab Ben-Gurion seinen Rücktritt von der Regierung bekannt und siedelte in den Kibbuz Sede Boker in der israelischen Wüste Negev über. Obwohl er sich nicht vollständig aus der Politik zurückzog, blieb er dort bis 1954. Mit Hilfe von Verhandlungen über (später tatsächlich erfolgte) deutsche Waffenlieferungen an Israel sabotierte Ben-Gurion indessen die von Premier Mosche Scharet geführten Friedensverhandlungen mit Ägyptens Präsident Gamal Abdel Nasser. David Ben-Gurion vertrat darüber hinaus die Ansicht, es gebe kein palästinensisches Volk.
Er kehrte am 18. Februar 1955 zunächst als Verteidigungsminister – ein Amt, das er bereits von 1948 bis 1954 innegehabt hatte –, noch im selben Jahr aber auch wieder als Premierminister an die Staatsspitze zurück. In dieser Funktion bereitete er in enger Zusammenarbeit mit Frankreich und England den Sueskrieg von 1956 vor.
Am 14. Juni 1960 traf Ben-Gurion sich mit dem französischen Präsidenten Charles de Gaulle in Paris. Im Gespräch legte er, da ihm ein Bündnis mit Frankreich gegen den arabischen Nationalismus vorschwebte, seine Auffassung dar, dass Algerien aufgeteilt werden müsse, wobei die Franzosen die Küste zu behalten hätten und eine „Alija“ von einer Million Franzosen nach Algerien organisiert werden müsse. De Gaulle, der sich bereits zu einer Politik der Selbstbestimmung für Algerien durchgerungen hatte, entgegnete: „Mein Gott, Sie versuchen ja, ein neues Israel in Afrika zu gründen!“
Infolge der Lawon-Affäre trat er 1963 vom Amt des Premierministers zurück und schlug Levi Eschkol als seinen Nachfolger vor. Zwei Jahre später überwarf er sich mit Eschkol und der Mapai und gründete mit Mosche Dajan und Schimon Peres die Rafi-Partei. Nach dem Sechstagekrieg sprach Ben-Gurion sich 1967 dagegen aus, weiteres arabisches Land zu annektieren. Als sich Rafi 1968 mit Mapai zusammenschloss, gründete er die Nationale Liste. David Ben-Gurion zog sich 1970 aus allen seinen politischen Ämtern zurück.
Neben seiner politischen Arbeit hielt er in kleinen Kreis biblische Vorträge („This collection of addresses ... were presented before a select group of students of the Bible who met regularly, and were called the ‘Prime Minister’s Bible Study Circle’.“), ein Beispiel für seine Wertschätzung der Hebräischen Bibel im Sinne einer liberalen, weltzugewandten Schriftauslegung.

### Privatleben

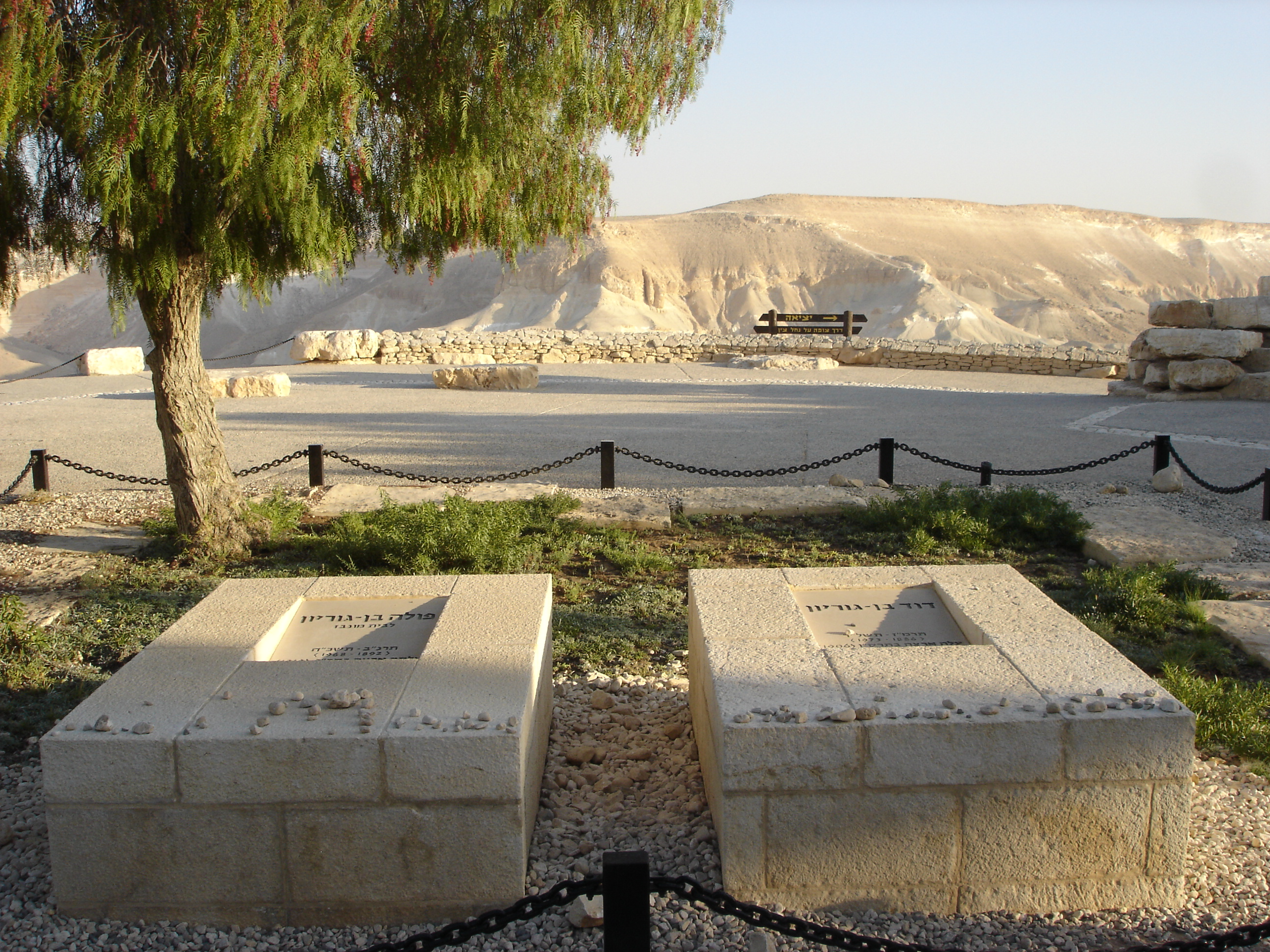
Das Grab von Paula und David Ben-Gurion in Midreschet Ben Gurion (in der Nähe von Sde Boker)

In New York City lernte Ben-Gurion 1915 die aus Russland stammende Paula Munweis kennen. Sie heirateten 1917 und bekamen drei Kinder. Nachdem Großbritannien mit dem Ende des Ersten Weltkriegs vom besiegten Osmanischen Reich die Herrschaft über Palästina übernommen hatte, übersiedelte die Familie nach Jerusalem. Von 1931 bis in die 1950er Jahre lebte Ben-Gurion in seinem Haus in Tel Aviv. Er kehrte 1970 nach Sde Boker zurück, wo er schon von 1953 bis 1954 gelebt hatte. Nach seinem Tod im Jahr 1973 wurde er in der Nähe des Kibbuz neben seiner bereits 1968 verstorbenen Ehefrau beigesetzt.
Laut Historikern hatte Ben-Gurion mindestens drei bekannte außereheliche Liebesbeziehungen in Wien, London und New York. Für Medieninteresse sorgte 2015 eine Versteigerung handschriftlich auf Jiddisch und Hebräisch verfasster Liebesbriefe, die Ben-Gurion in den frühen 1930er Jahren der Wiener Medizinstudentin Regina „Rega“ Klapholz geschrieben hatte, die Ende der 1930er Jahre nach Israel emigrierte und 2007 starb.

## Namensgeber
Nach David Ben-Gurion wurde 1975 der internationale Ben-Gurion-Flughafen von Tel Aviv, der sich nördlich der Stadt Lod befindet, sowie die Ben-Gurion-Universität im Negev in Beʾer Scheva, benannt. In Frankfurt am Main und Nürnberg sind jeweils Abschnitte großer Ringstraßen als Ben-Gurion-Ring nach ihm benannt. Auch zentral in Berlin nahe dem Potsdamer Platz ist eine Straße nach ihm benannt.

## Zitate

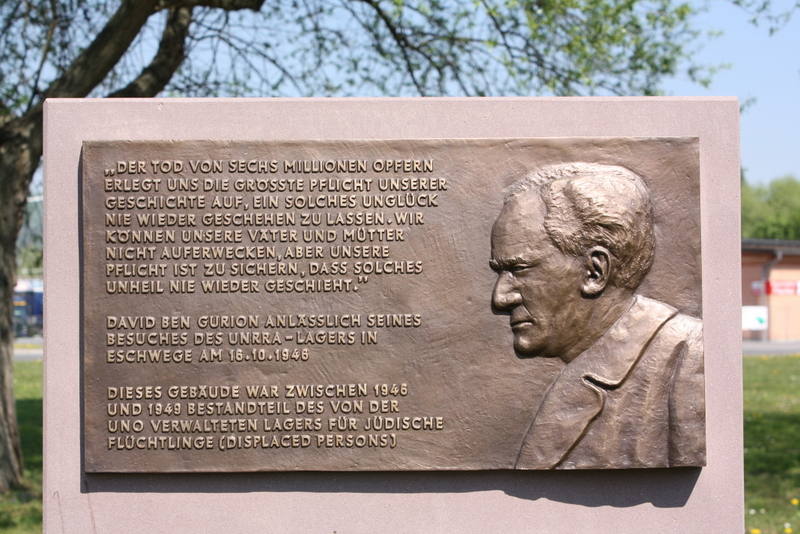
David-Ben-Gurion-Denkmal in Eschwege

„Gleich allen anderen Völkern ist es das natürliche Recht des jüdischen Volkes, seine Geschichte unter eigener Hoheit selbst zu bestimmen. Demzufolge haben wir, die Mitglieder des Nationalrates, als Vertreter der jüdischen Bevölkerung und der zionistischen Organisation, heute, am letzten Tage des britischen Mandats über Palästina, uns hier eingefunden und verkünden hiermit Kraft unseres natürlichen und historischen Rechtes und aufgrund des Beschlusses der Vollversammlung der Vereinten Nationen die Errichtung eines jüdischen Staates im Lande Israel – des Staates Israel.“

„Wenn ich ein arabischer Führer wäre, würde ich nie einen Vertrag mit Israel unterschreiben. Es ist normal; wir haben ihr Land genommen. Es ist wahr, dass es uns von Gott versprochen wurde, aber wie sollte sie das interessieren? Unser Gott ist nicht ihr Gott. Es gab Anti-Semiten, die Nazis, Hitler, Auschwitz, aber war es ihre Schuld? Sie sehen nur eine Sache: Wir kamen und haben ihr Land gestohlen. Warum sollten sie das akzeptieren?“

„Der Gott, an den ich nicht glaube, ist ein jüdischer.“

„Wer nicht an Wunder glaubt, ist kein Realist.“

„Der Tod von sechs Millionen Opfern erlegt uns die größte Pflicht unserer Geschichte auf, ein solches Unglück nie wieder geschehen zu lassen. Wir können unsere Väter und Mütter nicht auferwecken, aber unsere Pflicht ist, zu sichern, dass solches Unheil nie wieder geschieht.“

## Im Film
- Ben-Gurion, Epilogue, 2016. Dokumentarfilm von Yariv Mozer
- Gespräch mit David Ben-Gurion Bayerisches Fernsehen, 1964, 14 min.